# Ой хто п'є, тому наливайте
Ой хто п'є — тому наливайте — стара українська застольна пісня.
В джерелах пісня вперше згадується у 1882 у творі Марка Кропивницького «Глитай, або ж павук».
1899 року згадується у творах Степана Коваліва.
У 1834 році у «Граматиці руської або малоруської мови в Галичині» Йосипа Левицького (нім. Grammatik der ruthenischen oder klein russischen Sprache in Galizien) зустрічається приповідка «Хто пье, тому наливайте, хто не пье, тому не давайте». 

## Текст
```
Чи це мені Господь дав,
чи свята Варвара.
коло мого столу гості,
які я бажала.

Ой чи мені Господь дав,
чи свята неділя.
Коло мого столу гості,
які я хотіла.

Приспів:
Ой хто п'є — тому наливайте,
хто не п'є — тому не давайте,
хто покаже в чарці дно,
тому щастя і добро. (2)

Ой дядько Панас,
ставте хату коло нас.
Будем пити та гуляти,
то у тебе то у нас.

Налеті лебіді,
сіли на пості.
Як такий хазяїн,
то не вип'ють гості.

Приспів:

Пий до дна, пий до дна,
то будеш пяненька.
Спи до дня, спи до дня,
будеш здоровенька.

Чогось ручечка трясеться,
і горілочка не п'ється.
Десь у денці дірка,
витекла горілка.

Приспів:

На здоровячко тому,
а хто в цьому домі.
На погибель ворогам,
що завидують нам.

Ну давай, давай,
помаленько наливай.
Ну давай, давай,
помаленько наливай.

```